# Todo es mentira
Pour plus de détails, voir Fiche technique et Distribution.
Todo es mentira est un film espagnol réalisé par Álvaro Fernández Armero, sorti en 1994.

## Synopsis
Pablo déteste tout jusqu'à ce que Lucía entre dans sa vie : elle est la femme de ses rêves et la solution à tous ses problèmes. Mais Lucía, avec son caractère manipulateur, va le pousser dans ses derniers retranchements.

## Fiche technique
- Titre : Todo es mentira
- Réalisation : Álvaro Fernández Armero
- Scénario : Álvaro Fernández Armero
- Musique : Coque Malla
- Photographie : Antonio Cuevas
- Montage : Iván Aledo
- Production : Enrique Cerezo et Carlos Vasallo
- Société de production : Atrium Productions et Televisión Española
- Pays :  Espagne
- Genre : Comédie dramatique et romance
- Durée : 99 minutes
- Dates de sortie : 
  -  Espagne : 14 octobre 1994

## Distribution
- Penélope Cruz : Lucía
- Coque Malla : Pablo
- Jordi Mollà : Ariel
- Gustavo Salmerón (en) : Claudio
- Irene Bau : Natalia
- Fernando Colomo : Alejandro
- Mónica López : Beatriz
- Christina Rosenvinge : Lola
- Ariadna Gil : La Sucia
- Patricia García Méndez : Alicia
- José Luis Gil : Raimundo
- Javier Manrique : Gonzalo
- Amparo Valle : la mère de Lucía
- Saturnino García : le père de Lucía

## Distinctions
Le film a été nommé pour deux prix Goya.